# Gribskovbanen
Gribskovbanen är en järnväg på norra Själland i Danmark, delvis genomkorsande Gribskov. Järnvägen går mellan Hillerød och Gilleleje samt Tisvildeleje. Banan delar sig i två grenar vid Kagerup. Infrastrukturförvaltare och trafikoperatör är Lokaltog. Linjen trafikeras med dieselmotorvagnar av typ LINT 41.